# Estadio Municipal de Chapín
Het Estadio Municipal de Chapín is een multi-functioneel sportstadion in Jerez de la Frontera, dat plaats biedt aan 20.253 toeschouwers. De vaste bespeler van het stadion is Xerez CD.
In 2002 werd het stadion verbouwd voor de wereldruiterspelen in 2002 dat toen gehouden werd van 10 tot 22 september 2002 in Jerez de la Frontera. Dat is een groot twee weken durend ruitersportevenement dat om de vier jaar gehouden wordt in acht verschillende paardensportdisciplines. 

## Zie ook

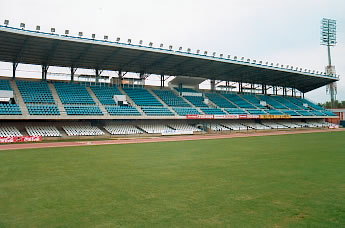
Estadio Municipal de Chapín voor de verbouwing